# Cassida unica
Cassida unica es un coleóptero de la familia Chrysomelidae.
Fue descrita científicamente en 2002 por Swietojanska & Borowiec.